# 9375 Omodaka
9375 Omodaka eller 1993 HK är en asteroid i huvudbältet som upptäcktes den 16 april 1993 av de båda japanska astronomerna Kazuro Watanabe och Kin Endate vid Kitami-observatoriet. Den är uppkallad efter Toshihiro Omodaka.
Den tillhör asteroidgruppen Nysa.